# John Moffitt
John Moffitt (Guilford, 28 ottobre 1986) è un ex giocatore di football americano statunitense che ha giocato nel ruolo di offensive guard per i Seattle Seahawks e i Denver Broncos della National Football League (NFL). Fu scelto nel corso del terzo giro (75º assoluto) del Draft NFL 2011 dai Seahawks. Al college giocò a football all'Università del Wisconsin-Madison.

## Carriera professionistica

### Seattle Seahawks
Dopo una carriera da All-American al college e malgrado dubbi da parte degli analisti sulla sua mancanza di velocità, Moffit fu scelto al terzo turno del Draft 2011 come 75º assoluto dai Seattle Seahawks. Nella sua stagione da rookie giocò 9 partite, tutte partendo da titolare prima di infortunati nella settimana 13 contro i Baltimore Ravens. Nella sua seconda stagione disputò 6 partite, 6 delle quali come titolare.

### Denver Broncos
Il 19 agosto 2013, Moffit fu scambiato coi Cleveland Browns per il defensive lineman Brian Sanford ma il giorno successivo i Browns invalidarono lo scambio per dubbi sulle condizioni fisiche del giocatore. Moffitt fu così scambiato il giorno successivo coi Denver Broncos per il defensive tackle Sealver Siliga. Dopo avere disputato sole 2 gare coi Broncos nella prima metà della stagione 2013, il 6 novembre annunciò il proprio ritiro dal football professionistico all'età di 27 anni.

## Statistiche
| Partite totali             | 19 |
| Partite totali da titolare | 15 |
| Fumble recuperati          | 0  |